# (6946) 1980 RX1
(6946) 1980 RX1 (1980 RX1, 1951 CF, 1978 AK, 1984 YH7, 1992 DM5, 1993 MC1) — астероїд головного поясу, відкритий 15 вересня 1980 року.
Тіссеранів параметр щодо Юпітера — 3.598.